# Kossuth Zsuzsanna
Udvardi és kossuthfalvi Kossuth Zsuzsanna Erzsébet Paulina (Kossuth Zsuzsa), meszlényi Meszlényi Rudolfné (Sátoraljaújhely, 1817. február 19. – New York, 1854. június 29.) az 1848–49-es szabadságharcban a tábori kórházak főápolónője, Kossuth Lajos legfiatalabb húga. A legelső katonakórházakat ő szervezte meg 1849-ben, elsőnek hívta fel a sebesült katonák ápolásának kötelességére a világ figyelmét, az Amerikai Egyesült Államokban még életében nagy tisztelet övezte.

## Életútja
Kossuth László (1765–1839) ügyvéd és tyrlingi Weber Karolina (1770–1852) negyedik leánygyermekeként született. Apja idős korára állás nélkül maradt, ezért 1833-ban szüleivel Pestre került, ahol Kossuth Lajos anyagi támogatásával tudtak megélni. Segített bátyjának a Törvényhatósági Tudósítások szerkesztésében, a Kossuth letartóztatása előtti házkutatás elől ő mentette meg az utolsó szám kéziratát. 1841. április 18.-án Budán feleségül ment Meszlényi Rudolf János Kálmán (Kisdém, 1813. augusztus 30.–Székesfehérvár, 1848. január 13.) úrhoz, aki Fejér vármegyei követ, földbirtokos, ügyvéd és hírlapíró is volt; Meszlényi Rudolfnak a testvére, Kossuth Lajosné Meszlényi Terézia volt. Meszlényi Rudolf és Kossuth Zsuzsanna esküvője után Sárbogárdon telepedtek le. Mindketten részt vettek az Országos Védegylet szervezésében, melynek Fejér vármegyei szervezetét ők hozták létre. Két leánygyermekük született, Gizella és Ilona. 1848 januárjában Meszlényi Rudolf meghalt, harmadik gyermekük, Rudolf férje halála után néhány héttel született. 1848-ban nehéz anyagi körülmények között gyermekeivel Pesten élt, majd a város feladása előtt Debrecenbe költözött.
Flór Ferenc vezetésével 1849 elején szervezték újjá a honvédség egészségügyi osztályát, és Kossuth Lajos 1849. április 16-án „az összes tábori kórházak főápolónőjének” húgát nevezte ki. Kossuth Zsuzsanna munkájának eredményeként három hónap alatt 72 tábori kórház létesült, melyekben a korban megszokottnál korszerűbb módszereket alkalmaztak. 1849. április 23-ai felhívásában felszólította a magyar nőket, hogy önkéntesként vegyenek részt a sebesültek ápolásában. A szabadságharc bukásáig segítőjével, Barna Ignác orvossal együtt fáradhatatlanul járta az országot, próbálva a betegellátás egyre rosszabbodó feltételein javítani. A legelső katonai kórházakat létesítő és felügyelő női ápolót tisztelhetjük Kossuth Zsuzsában, aki hitvallását így fogalmazta meg: „Amit teszek  minden magyar asszony kötelessége, hiszen katonáink a csatatéren értünk véreznek, a mi feladatunk tehát, hogy sebeiket bekötözzük.”
A világ azonban Florence Nightingale angol ápolónőt tiszteli első női hadiápolóként, aki azt hirdette, hogy az alapvető méltósághoz és a megfelelő ellátáshoz mindenkinek alapvető joga van, nemtől, nemzetiségtől és vallási felekezettől függetlenül. Nightingale 1854-ben a krími háború idején és színterén két korszerű kórházat alapított és felügyelte ott nagy tisztességgel az ápolói teendőket. Kossuth Zsuzsa kis nemzet lányaként, szerény körülmények közt teljesítette ápolói és kórházszervezői feladatát a magyar szabadságharcban.

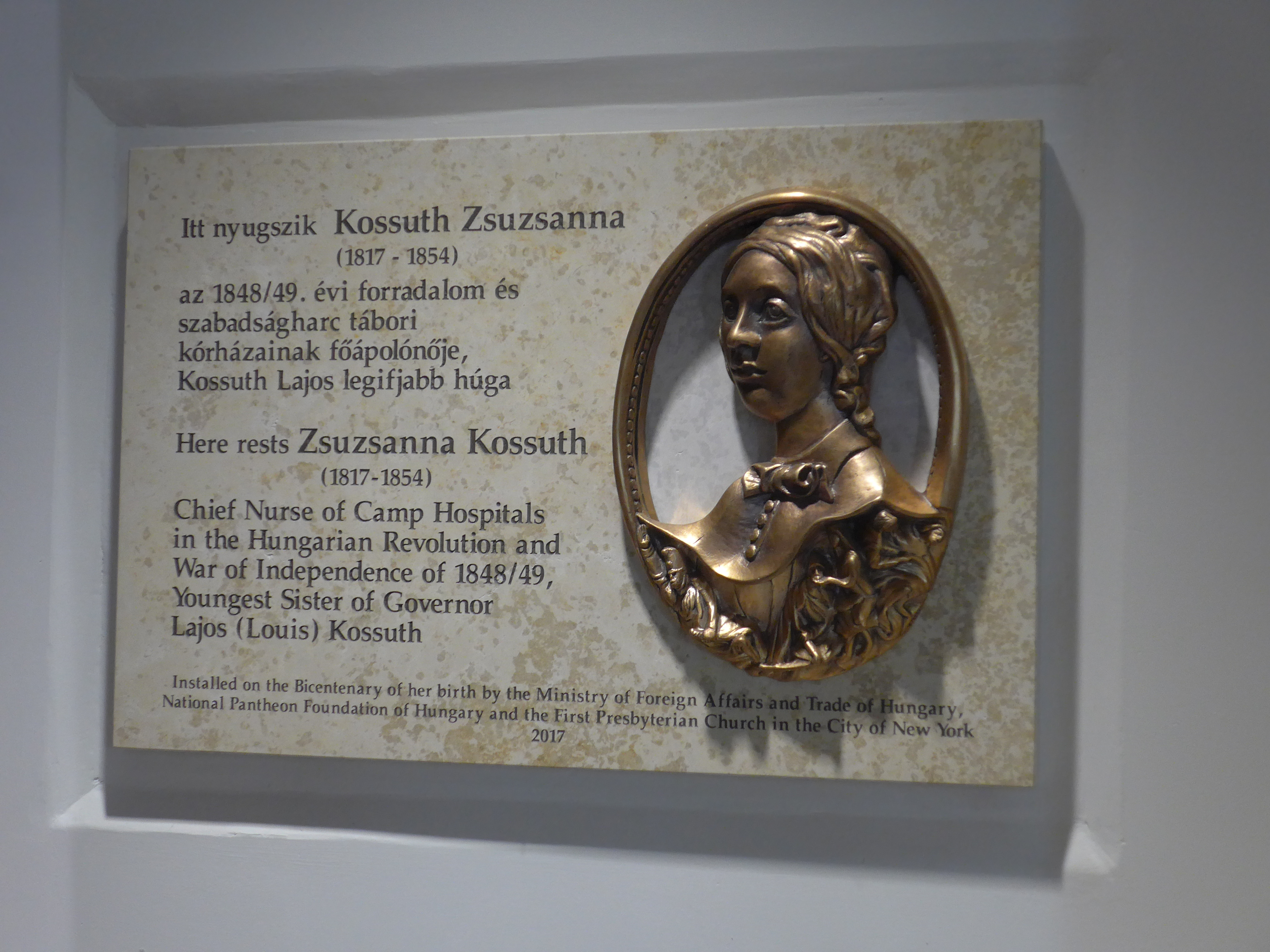
Kossuth Zsuzsanna sírhelyét jelölő emléktábla, Varga Tamás domborműve New Yorkban, a First Presbyterian Church épületének bejáratánál.

A világosi fegyverletétel Aradon érte, orosz, majd császári fogságba esett. Julius Jacob von Haynau a budai várbörtönbe vitette, majd rövidesen bírósági eljárás indult ellene. A tárgyaláson egykori hadifogoly császári tisztek tanúsították, hogy a szabadságharcos honvédekhez hasonló gondos ellátásban részesültek, ezért felmentették, és szabadon engedték. Gyermekek neveléséből tartotta el családját a hatóságok állandó zaklatása közben. Kapcsolatba került a Makk József és Jubál Károly vezette szervezkedéssel, ezért 1851 decemberében ismét letartóztatták és a pesti Újépületbe vitték. Kiújult tüdőbaja miatt átkerült a bécsi rabkórházba, ahonnan az Amerikai Egyesült Államok nagykövetének közbenjárására rövidesen szabadon engedték, azzal a feltétellel, hogy külföldre távozik, és soha nem térhet vissza Magyarországra. Brüsszelben telepedett le, ahol csipkeverő műhelyt tartott fenn. Az osztrák követség zaklatásai miatt 1853-ban az Amerikai Egyesült Államokba költözött. Itt is a Brüsszelben kitanult csipkeverésből kívánt megélni, de a túlfeszített munka miatt tüdőbaja súlyosabbra fordult és rövidesen – 1854. június 29-én (harminchét éves korában) – meghalt. Sírhelyét New Yorkban a First Presbyterian Church bejáratánál emléktábla jelöli 2018. június 8. óta.

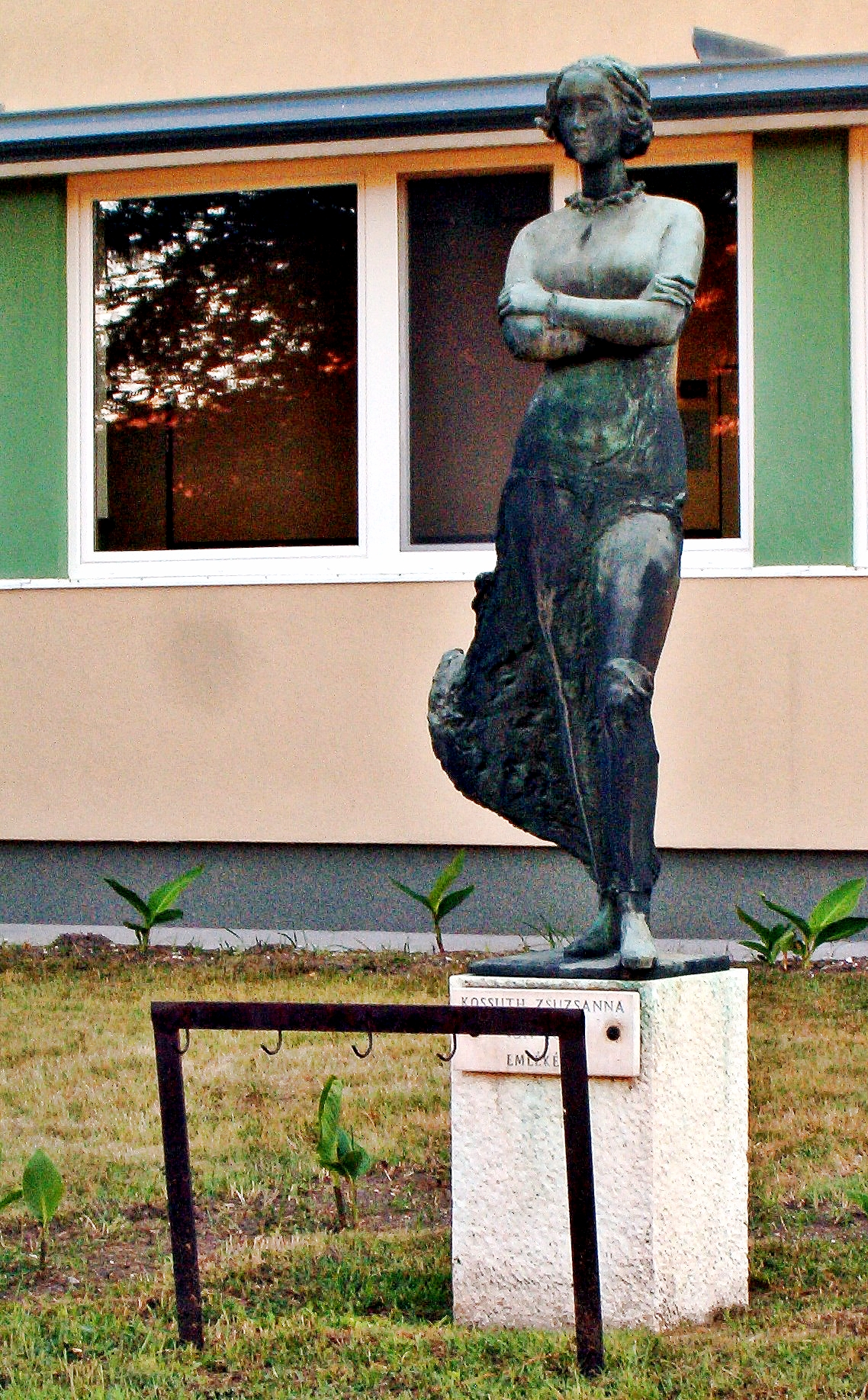
Kossuth Zsuzsanna szobra Sárbogárdon a rendelőintézet előtt. A szobor Balás Eszter alkotása, 1977-ben avatták fel.

## Emlékezete
Emlékét őrzi a Magyar Ápolási Egyesület által 1998-ban alapított Kossuth Zsuzsanna Emlékdíj.